# 1996
Évszázadok: 19. század – 20. század – 21. század
Évtizedek: 1940-es évek – 1950-es évek – 1960-as évek – 1970-es évek – 1980-as évek – 1990-es évek – 2000-es évek – 2010-es évek – 2020-as évek – 2030-as évek – 2040-es évek
Évek: 1991 – 1992 – 1993 – 1994 –  1995 – 1996 – 1997 – 1998 – 1999 – 2000 – 2001

## Események

### Január
- január 3. – William Perry amerikai védelmi miniszter Szarajevóba repül, hogy tárgyaljon a békefenntartásról a NATO illetékes katonatisztjeivel és a boszniai vezetőkkel.
- január 4. – Bécsben tárgyalások kezdődnek – az EBESZ égisze alatt – a Boszniával kapcsolatos bizalomépítő és fegyverzetkorlátozási intézkedésekről.
- január 5. – Az orosz parlament megszavazza orosz katonák kiküldését Boszniába, hogy csatlakozzanak a NATO által vezetett IFOR-hoz.
- január 11. – A NATO mediterrán párbeszéde keretében Javier Solana NATO–főtitkár találkozik El Hassan bin Talal jordániai herceggel. A Hjakutake-üstökös 1996 márciusában

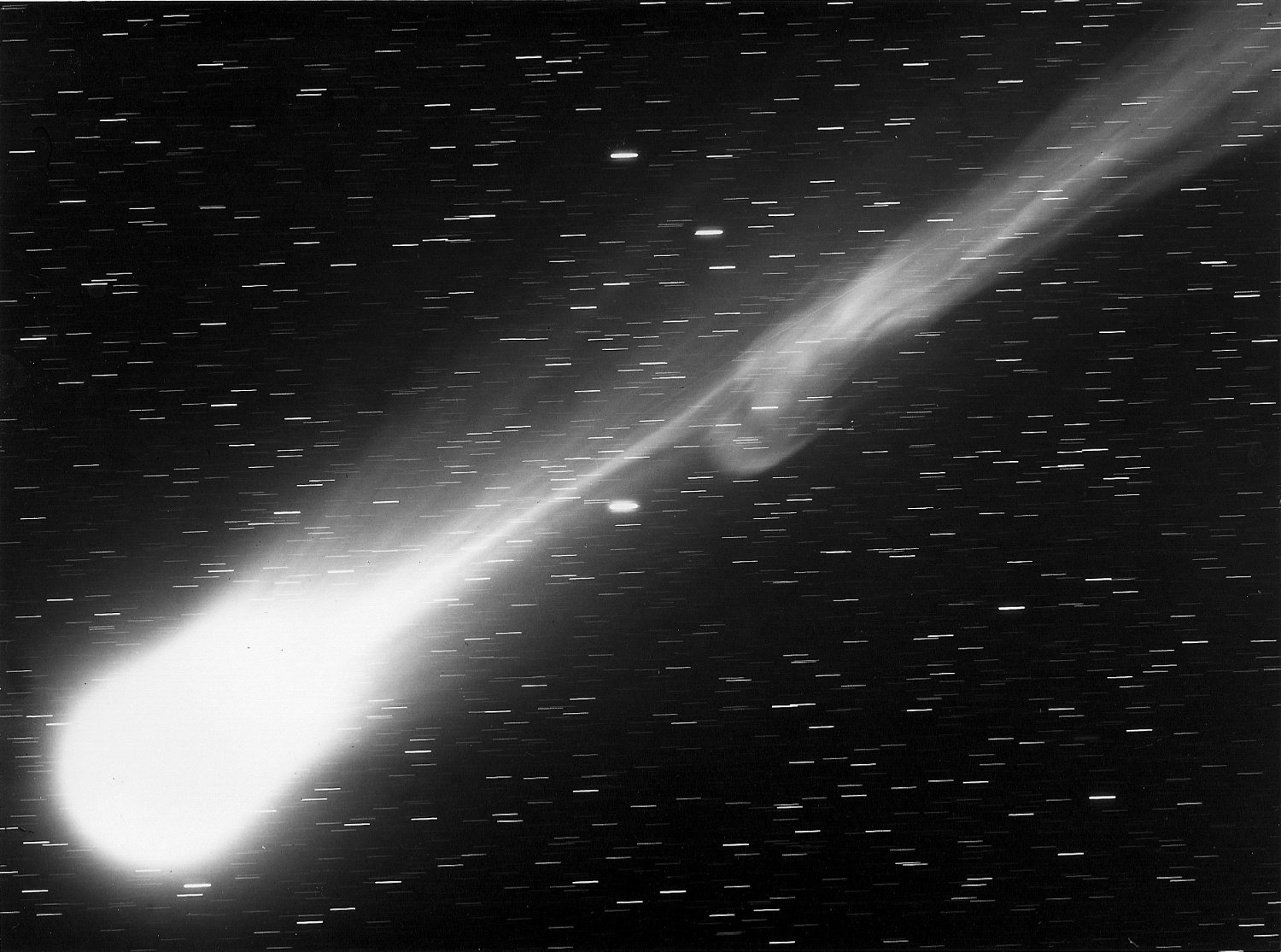
A Hjakutake-üstökös 1996 márciusában

- január 13. – Megkezdődik az IFOR-t támogató orosz erők telepítése Boszniába.
- január 15. – Az ENSZ BT Kelet-Szlavóniába szánt 5000 fős erőt hagy jóvá, amelyet NATO–légierő támogat.
- január 17. – A NATO–központba látogat Aleksander Kwaśniewski lengyel elnök, valamint Hans Koschnick, az EU mostari adminisztrátora.
- január 20. – A Varginha UFO incidens Brazíliában;a roswellihez hasonló esemény.
- január 24. – Tiit Vähi észt kormányfő a NATO–központba látogat.
- január 29–30. – Az EBESZ főtitkára kétnapos látogatásra a volt Jugoszláviába utazik, hogy előkészítse a háború utáni szabad választások EBESZ megfigyelését.
- január 30. – Hjakutake Judzsi japán amatőrcsillagász felfedezi a róla elnevezett, hosszú periódusú Hjakutake-üstököst, amely viszonylag közel halad el a Föld mellett. (A XX. század legfényesebb üstökösei közé tartozott. Április elejére elhalványult, a Napot május 1-jén közelítette meg a legjobban.)[1]

### Február
- február 12. – A NATO főtitkára Mostarba utazik; a boszniai hatóságok beleegyeznek, hogy átadnak két boszniai szerb tisztet a háborús bűnöket vizsgáló hágai nemzetközi törvényszéknek.
- február 15. – Elhunyt Straub Ferenc Brunó, a Magyar Népköztársaság Elnöki Tanácsának utolsó elnöke.
- február 25. – Jeruzsálemben öngyilkos merényletet hajtanak végre egy autóbuszon: 26 halott (23 zsidó, 2 amerikai, 1 palesztin), több mint 80 sebesült.
- február 26. – Wolfgang Schüssel osztrák alkancellár a NATO–központba látogat, mivel Ausztria aláírja az egyéni partnerségi programot (IPP) a NATO-val.
- február 26. – 12:04 kor Kutas belterületén, a 41-es számú vasúti fővonal 586. szelvényében a 6619-es számú közút 525. km szelvényénél a Dombóvárról Gyékényesre tartó tehervonat kettétörte a Nagyatádról Kutas irányába közlekedő buszt.

### Március
- március 8. – Az Észak-atlanti Tanács állandó képviselőinek szarajevói látogatása.
- március 13. – Oroszország aláírja az IFOR-ban való részvételről és a pénzügyi kérdésekről szóló megállapodást.
- március 20–21. – Javier Solana NATO–főtitkár hivatalos látogatásra Moszkvába utazik a NATO és Oroszország kapcsolatainak megvitatására.
- március 25. – Zselju Zselev bolgár elnök látogatást tesz a NATO–központban.
- március 29. – Magyarország csatlakozott a Gazdasági Együttműködési és Fejlesztési Szervezethez, az OECD-hez

### Április
- április 29. – Az Észak-atlanti Tanács megállapítja, hogy az IFOR – működésén első négy hónapja alatt – biztonságos körülményeket teremtett Bosznia-Hercegovinában.

### Május
- május 2. – Javier Solana NATO–főtitkár és José Cutileiro WEU–főtitkár biztonsági egyezményt ír alá.
- május 5. – Spanyolországban megalakul a José María Aznar vezette új kormány.[2]
- május 7. – A Nyugat-európai Unió országainak külügy- és védelmi miniszteri ülése Birminghamben.
- május 15–31. – Bécsben megtartják a CFE–szerződés első áttekintő ülését.
- május 16. – Javier Solana NATO–főtitkár – George Joulwan tábornok, a szövetséges fegyveres erők európai legfelső parancsnokának (SACEUR) társaságában – látogatást tesz Banja Lukában és Belgrádban.
- május 19–21. – A NATO és az együttműködő partnerországok képviselői találkozót tartanak Bonn közelében és áttekintik a vegyi, nukleáris és hagyományos fegyverek megsemmisítésére és leszerelésére tett világméretű intézkedéseket.
- május 26. – Ópusztaszeren felavatták a Nemzeti Történeti Emlékparkot és a restaurált Feszty-körképet.

### Június
- június 3. – A NATO külügyminiszterek berlini ülésükön megállapodnak, hogy a szövetség belső adaptációja részeként kiépítik a NATO-n belül az európai biztonsági és védelmi identitást.
- június 10. – Szlovénia aláírja a társulási megállapodást az Európai Unióval.[3]
- június 12. – Macedónia aláírja az egyéni békepartnerségi programot.
- június 18. – Az egykori Jugoszláviára meghirdetett ENSZ fegyverembargó megszüntetése után felfüggesztik a Éber őrszem (Sharp Guard) műveletet.
- június 26. – Gödöllőn első alkalommal kerül megrendezésre a Magyar Polgármesterek Világtalálkozója.

### Július
- július 1. – Létrehozzák a NATO új konzultációs, vezetési és irányítási (C3) hivatalát.
- július 3. – Ismét Borisz Jelcint választják meg az Oroszországi Föderáció elnökévé.
- július 11. – Hágai elfogatóparancs Radovan Karadžić és Ratko Mladić ellen.
- július 17. – A TWA 800-as járata a New York-i felszállás után 12 perccel a levegőben felrobban és a tengerbe zuhan, 230-an életüket vesztették.
- július 19. – Radovan Karadžić lemondása.

### Augusztus
- augusztus 13. – Javier Solana NATO–főtitkár és Warren Christopher amerikai külügyminiszter brüsszeli találkozója.
- augusztus 30. – Megszületik a Haszavjurti egyezmény, amely véget vet az első csecsen háborúnak.

### Szeptember
- szeptember 9. – Horvátország és Jugoszlávia jegyzékváltással nagyköveti szinten helyreállította teljes körű diplomáciai kapcsolatait
- szeptember 10. – A Magyar Szocialista Pártot a Szocialista Internacionálé New York-i kongresszusán felvették a szervezet teljes jogú tagjává
- szeptember 14. – Választások Bosznia-Hercegovinában, amelyeken jelen vannak az EBESZ képviselői.
- szeptember 16.
  - Temesváron Horn Gyula magyar és Nicolae Văcăroiu román kormányfő aláírta a két ország alapszerződését.
  - Látogatást tesz a NATO központjában Göncz Árpád köztársasági elnök.
- szeptember 20. – Jevgenyij Primakov orosz külügyminiszter Bécsben találkozik Javier Solana NATO–főtitkárral.
- szeptember 24. – Kína, Franciaország, Oroszország, az Egyesült Királyság és az Egyesült Államok aláírja az atomrobbantások átfogó tilalmáról szóló egyezményt.
- szeptember 25–26. – A NATO védelmi miniszterei a norvégiai Bergenben tartott informális találkozójukon megvitatják a boszniai békefenntartó műveletet.

### Október
- október 2.
  - A WEU Tanácsa döntést hoz a Jugoszláv Szövetségi Köztársaság elleni dunai embargónak érvényt szerző művelet befejezéséről.
  - Első alkalommal akkreditál Magyarország Taskentbe (Üzbegisztán) nagykövetet, miután Budapest elismerte a FÁK-at.
- október 11. – Dél-Korea felvételével 29-re nő az OECD létszáma.
- október 19. – Az orosz biztonsági tanács elnökét, Alekszandr Lebegyet – az Állami Duma addigi elnöke –, Ivan Ribkin váltja.
- október 23. – II. János Pál pápa levelében a katolikus vallással összeegyeztethetőnek írja Darwin evolúciós elméletét.
- október 26. – A Magyarok Világszövetsége elnökévé Csoóri Sándort választották, helyettese Patrubány Miklós lett.
- október 29. – Málta bejelenti, hogy kilép a Partnerség a Békéért programból.

### November
- november 1. – Óbudán fényes nappal agyonlövik Prisztás Józsefet, aki sokak szerint a hazai maffia egyik vezéralakja volt.
- november 3. – Parlamenti és helyhatósági választások Jugoszláviában. Az előbbin a szocialisták győznek, az utóbbin több nagy városban ellenzéki győzelem születik, amelyet az államhatalom nem ismer el. Tömegtüntetések kezdődnek.
- november 5. – Bill Clinton fölényes győzelme Bob Dole felett az amerikai elnökválasztáson.
- november 5. – Moszkvában Borisz Jelcin orosz elnökön szívműtétet hajtanak végre.

- november 15. – Hivatalosan is megszűnik a teherforgalom a BKV HÉV-vonalain.
- november 23. – Az etióp légitársaság Addisz-Abebától Abdijanba tartó gépét 180 utassal a fedélzetén légikalózok eltérítették, akik a robbanószerekkel Ausztráliába akarták kényszeríteni a repülőt; a gépnek elfogyott az üzemanyaga, ezért a Comore-szigetek közelében az Indiai-óceánba zuhant – az áldozatok között van Annus Antal, Magyarország kenyai és etiópiai nagykövete is.
- november 30. – Az edinburghi várban elhelyezik a skót nemzeti szimbólumot, a Scone-i követ (Végzet Köve, vagy a Koronázókő).

### December
- december 17. – A Túpac Amaru baloldali gerillaszervezet 12 tagja a limai (Peru) japán nagykövetségen 400 túszt ejtett, köztük magas rangú diplomatákat és politikusokat. Bebörtönzött társaik szabadon bocsátását követelték. Néhány nap múlva a túszok több mint háromnegyedét szabadon engedték, de még 74 személy maradt a fogságukban.
- december 9. – Helmut Kohl német kancellár és Jacques Chirac francia elnök kölcsönös biztonsági és védelmi megállapodást ír alá.
- december 11. – Svájc aláírja a Partnerség a Békéért keretdokumentumot.
- december 20. – Boszniában a NATO Béketeremtő Erőket (IFOR) a Stabilizácós Erők (SFOR) váltja fel.
- december 29. – Az Álvaro Arzú elnök vezette guatemalai kormány békét köt a Guatemalai Nemzeti Forradalmi Egység nevű baloldali gerillacsoporttal, véget vetve az 1960-ban kezdődött polgárháborúnak. (A 36 évig tartó konfliktusban 250 ezren vesztették életüket vagy tűntek el, és több mint egymilliónyian váltak földönfutóvá.)[4]

### Az év során történt
- Az Ezeréves Pannonhalmi Bencés Főapátságot és közvetlen természeti környezetét a világörökség részévé nyilvánítják;
- Nyilvánosságra kerül a Tocsik-ügy.
- Megalakul a Hooligans rock együttes

## Az év témái

### 1996 a zenében
- Alapi István: Belső világ
- Aaliyah: One in a Million
- Backstreet Boys: Backstreet Boys
- Beck: Odelay
- Bonnie Tyler: Free Spirit (második kiadás, bónuszként az atlantai olimpia dalával)
- Boyzone: A Different Beat
- Bon-Bon: Just A Fool
- Bryan Adams: 18 til I Die
- Carole King: The Carnegie Hall Concert: June 18, 1971
- Charlie: Csak a zene van / Just Stay Who You Are
- Céline Dion: Falling into You
- Captain Jack: The Mission
- The Beach Boys: Stars and Stripes Vol. 1
- Dolly Roll: Atlanta Rá-Rá-Rá Hajrá!!!
- Cappella: War in Heaven
- Tátrai Band. Hajnali szél / Live / Trilógia
- Joe Cocker: Organic
- Cserháti Zsuzsa: Hamu és gyémánt
- DJ BoBo: World in Motion
- Deep Purple: Purpendicular
- Donna Summer: I'm a Rainbow
- Edda Művek: Elvarázsolt Edda-dalok
- Eminem: Infinite
- Halász Judit: Micimackó és a többiek (koncert)
- Happy Gang: Dauer
- The Monkees: Justus
- Eros Ramazzotti :Dove c’è musica
- George Michael: Older
- Gigi D’Agostino: Gigi D’Agostino
- Hip Hop Boyz: 3 / III.
- Illés: Illés ’96
- Illés Lajos: Magyar Ének I–II–III. – Cantus Hungaricus
- Jamiroquai: Travelling Without Moving
- Katona Klári – Fekete gyöngy
- Karda Beáta: Boldog karácsonyt a világnak
- Kovács Kati: Love Game/Vangelis 1492
- Kovács Ákos: Élő dalok / Firedance
- Koós János: Próbálj meg lazítani
- Laura Pausini – Le cose che vivi
- Mr. President: We See the Same Sun
- Madonna: Evita
- Motörhead: Overnight Sensation
- Mike Oldfield: Voyager
- Nevergreen: Az éj szeme
- Nickelback: Curb
- Pap Rita: Boldog születésnapot! / Pamacs a csacska macska / Bébioroszlán
- Placebo: Placebo
- Zámbó Jimmy: Mit akarsz a boldogságtól?
- No Mercy: My Promise (az Egyesült Államokban No Mercy címmel jelent meg)
- Pearl Jam: No Code
- REO Speedwagon: Building the Bridge
- Richard Wright: Broken China
- Robert Miles: Dreamland
- Pa-dö-dő: Kérem a következőt!
- Pet Shop Boys: Bilingual
- Phil Collins: Dance into the Light
- Tanita Tikaram: The Best of Tanita Tikaram
- Toni Braxton: Secrets
- Tina Turner: Wildest Dreams
- The Cranberries: To the Faithful Departed
- Scooter: Our Happy Hardcore és Wicked!
- Sepultura: Roots, Under a Pale Grey Sky
- Soho Party: Remix Album
- Shakira: Pies descalzos
- Sting: Mercury Falling
- Snoop Dogg: Tha Doggfather
- Spice Girls: Spice
- Soundgarden: Down on the Upside
- Szandi: Bumeráng Party
- Korn: Life Is Peachy
- Kozmix: 200%
- Slipknot: Mate. Feed. Kill. Repeat.
- Roxette: Baladas en Español
- október 31. – A Guns N’ Roses gitárosa, Slash elhagyja a csapatot.
- The Prodigy: Firestarter
- Zoltán Erika: Végre megtaláltam 5!
- X-Perience: Magic Fields
- 2Pac: All Eyez on Me

### 1996 a sportban
- július 19. – augusztus 4. XXVI. Nyári olimpiai játékok Atlanta, USA, 197 ország sportolói részvételével.
- A Ferencváros nyeri az NB1-et. Ez a klub 26. bajnoki címe.

Autós-motoros világbajnokok:
- Damon Hill nyeri a Formula–1-es világbajnoki címet a Williams-Renault csapattal.
- Tomi Mäkkinen (rali)
- Haruchika Aoki (motor, 125 ccm)
- Max Biaggi (motor, 250 ccm)
- Mick Doohan (motor, 500 ccm)

### 1996 a televízióban
- május 30. – Megszűnik a Top TV.

## Születések
- január 8. – Venyercsán Bence magyar atléta
- január 9. – Holoda Péter magyar úszó
- január 16. – Kim Jennie dél-koreai énekes
- január 24.
  - Stine Larsen dán női válogatott labdarúgó
  - Oumar Touré mali úszó, olimpikon
- január 25. – Váradi Gergely magyar színész
- január 26. – Calum Hood ausztrál énekes, a 5 Seconds of Summer basszusgitárosa
- január 27. – Braeden Lemasters amerikai színész, énekes
- február 5. – Özgü Kaya török színésznő
- február 6. – Kevon Looney amerikai kosárlabdázó
- február 16. – Grátz Benjámin ifjúsági olimpiai bajnok magyar úszó
- március 5. – Nicole Billa osztrák női válogatott labdarúgó
- március 8. – Imre Emil romániai magyar gyorskorcsolyázó
- március 9. – Giorgio Minisini olasz szinkronúszó
- március 14. – Carlo Vittorio Palermo olasz műkorcsolyázó
- március 19. – Feodoszij Efremenkov orosz műkorcsolyázó
- március 20. – Russ Millions brit rapper
- március 22. – Kovács Attila magyar korosztályos válogatott jégkorongozó
- március 23. – Lauri Kivari ifjúsági olimpiai ezüstérmes finn síakrobata
- március 27. – Rosabell Laurenti Sellers amerikai-olasz színésznő
- március 28. – Max Strus amerikai kosárlabdázó
- április 4.
  - Austin Mahone amerikai énekes
  - Gustav Schmidt német színész
- április 9. – Lenzsér Bence magyar labdarúgó
- április 18. – Ski Mask The Slump God amerikai rapper
- május 5. – Miller Dávid magyar színész
- május 14.
  - Martijn Garritsen holland DJ, producer
  - Daniel Jensen norvég műugró
- május 29. – Im Hjodzsun olimpiai bajnok dél-koreai rövidpályás gyorskorcsolyázó
- június 1. – Tom Holland angol színész, táncos
- június 12. – Dávinson Sánchez kolumbiai labdarúgó
- június 13. – Kodi Smit-McPhee ausztrál színész
- június 14. – Gabe Vincent amerikai születésű nigériai-válogatott kosárlabdázó
- július 1. – Cshö Miszon, dél-koreai íjásznő
- július 12. – Ahmet Önder török tornász
- július 15. – Vivianne Miedema holland női válogatott labdarúgó
- július 16. – Luke Hemmings ausztrál énekes, a 5 Seconds of Summer frontembere
- július 22. – Skyler Gisondo amerikai színész
- augusztus 14. – Maxi Gómez uruguayi válogatott labdarúgó
- augusztus 15. – Bruce Brown amerikai kosárlabdázó
- augusztus 17. – Radics Gigi magyar énekesnő
- augusztus 29. – Anasztásziosz Dónisz angol születésű görög válogatott labdarúgó
- augusztus 31. – Jalen Brunson amerikai válogatott kosárlabdázó
- szeptember 1. – Zendaya Coleman amerikai színésznő
- szeptember 12. – Colin Ford amerikai színész
- október 22. – Johannes Høsflot Klæbo norvég sífutó
- október 24.
  - Jaylen Brown amerikai válogatott kosárlabdázó
  - Várhegyi Lucas Palmira magyar énekesnő, a Rising Star első szériájának nyertese
- november 11. – Tye Sheridan amerikai színész
- november 16. – Robert Abadzsján hegyi-karabahi katona, a Arcah Hőse érdemrend posztumusz kitüntetettje († 2016)
- november 24. – Harry Lewis, guernsey-i youtuber
- november 26.
  - Adorján Attila romániai magyar jégkorongozó
  - Malik Beasley amerikai kosárlabdázó
- december 13. – Kenderesi Tamás magyar úszó

## Nobel-díjak
| Fizikai            | David M. Lee, Douglas D. Osheroff, Robert Coleman Richardson |
| Kémiai             | Robert Curl, Sir Harold Kroto, Richard Smalley               |
| Orvosi-fiziológiai | Peter C. Doherty, Rolf M. Zinkernagel                        |
| Irodalmi           | Wisława Szymborska                                           |
| Béke               | Carlos Filipe Ximenes Belo, José Ramos-Horta                 |
| Közgazdasági       | James Mirrlees, William Vickrey                              |